# Florence Noiville
Pour les articles homonymes, voir Noiville.
Florence Noiville (née le 23 juillet 1961, à Boulogne-Billancourt) est une journaliste, critique littéraire et écrivaine française.

## Biographie
Après des études secondaires au lycée Augustin-Thierry de Blois, elle intègre HEC, puis Sciences Po Paris, où elle obtient une maîtrise de droit, et travaille comme analyste financière dans une multinationale américaine.
Après quelques années, elle décide d'abandonner la finance pour la culture. Elle se lance dans le journalisme et entre au journal Le Monde en 1994 comme critique littéraire. Après avoir été chef adjointe au Monde des livres,, elle y est actuellement responsable de la littérature étrangère. Elle a interviewé les grands écrivains du XXe siècle parmi lesquels Saul Bellow, Toni Morrison, Don DeLillo, Imre Kertész, Nadine Gordimer, Milan Kundera, Mario Vargas Llosa... Ses interviews et portraits d'écrivains ont paru en anglais dans Literary Miniatures (Seagull Books) et en français dans Écrire, c'est comme l'amour (Autrement, 2016).
Florence Noiville est aussi l'auteure de quatre romans, deux biographies et un pamphlet sur les dérives du capitalisme, J'ai fait HEC et je m'en excuse (Éditions Stock, 2009). Ses romans mêlent littérature et neurosciences. Ses livres sont traduits en 13 langues.

### Vie privée
Épouse de Martin Hirsch, elle est aussi connue sous le nom de Florence Hirsch. Elle est la mère de trois enfants.

## Œuvres

### Biographie
- Isaac Bashevis Singer, Paris, Éditions Stock, coll. « Biographies », 2003, 263 p.  (ISBN 2-234-05640-3) Prix du récit biographique en 2004[2].
- Cahier de l'Herne Singer, Paris, Éditions de l'Herne, 2012, ouvrage collectif dirigé par Florence Noiville
- Nina Simone. Love me or leave me, Paris, éditions Tallandier, 2019, co-écrit avec sa fille Mathilde Hirsch  (ISBN 979-1021029101)Prix Simone Veil 2019[1].

### Essai
- J’ai fait HEC et je m’en excuse, Paris, Éditions Stock, coll. « Parti pris », 2009, 112 p.  (ISBN 978-2-234-06339-6)[13],[14],[15]. Repris en poche (Librio 2012)
- So British ! 23 visages d’écrivains d'Outre-Manche, Paris, Éditions Gallimard, coll. « Hors série Littérature », 2013, 224 p.  (ISBN 978-2-07-014255-2)
- Après : Six femmes pour un monde différent, Paris, Éditions Stock, coll. « Essais - documents », co-écrit avec sa fille Juliette Hirsch, 2020, 160 p.  (ISBN 978-2-23-409076-7)[16]

### Romans
- La Donation, Paris, Éditions Stock, 2007, 126 p.  (ISBN 978-2-234-05903-0)[17] Prix du premier roman de l'université d'Artois 2008.
- L’Attachement, Paris, Éditions Stock, 2012, 185 p.  (ISBN 978-2-234-06110-1)
- L’Illusion délirante d’être aimé, Paris, Éditions Stock, coll. « La Bleue », 2015, 184 p.  (ISBN 978-2-234-07340-1) Prix littéraire Gabrielle-d'Estrées 2016[3].
- Confessions d'une cleptomane , Paris, Éditions Stock, coll. « La Bleue », 2018, 193 p.  (ISBN 978-2-234-08128-4)

### Jeunesse
- La Mythologie grecque , ill. de Christine Noiville, Arles, France, Actes Sud Junior, coll. « Les naissances du monde », 2000, 93 p.  (ISBN 2-7427-3070-2)
- Les Héros grecs , ill. de Christine Noiville, Arles, France, Actes Sud Junior, coll. « Les naissances du monde », 2002, 93 p.  (ISBN 978-2-7427-9428-7)
- Je cherche les clés du paradis, sous le nom de Florence Hirsch, ill. de Philippe Dumas, Paris, Éditions l'École des Loisirs, coll. « Mouche » , 2002, 62 p.  (ISBN 2-211-06943-6) Livre sélectionné par le ministère de l'Éducation nationale[18].
- La Mythologie romaine, ill. de Serge Ceccarelli, Arles, France, Actes Sud Junior, coll. « Les naissances du monde », 2003, 75 p.  (ISBN 2-7427-4530-0)
- Histoires insolites des saints et des fêtes du calendrier , ill. de Christine Noiville, Arles, France, Actes Sud Junior, coll. « Les petits nécessaires de culture », 2004, 89 p.  (ISBN 2-7427-5118-1)
- Bébé Jules qui ne voulait pas naître, ill. d'Alice Charbin, Paris, Éditions Gallimard jeunesse, coll. « Gallimard album », 2005, 22 p.  (ISBN 2-07-057065-7)
- Petites histoires de derrière les fourneaux, Arles, France, Actes Sud Junior, coll. « Les petits nécessaires de culture », 2006, 51 p.  (ISBN 2-7427-6067-9)
- Et toi, ta grand-mère, ill. de Christelle Enault, Arles, France, Actes Sud Junior, 2008, 54 p. + cahier d'activités  (ISBN 978-2-7427-7183-7)